# Nemuritorul 4: Runda finală
Nemuritorul 4: Runda finală (Highlander: Endgame) este un film fantastic din 2000 regizat de Doug Aarniokoski. Este al patrulea din seria de filme Nemuritorul.  Rolurile principale sunt interpretate de Adrian Paul, Christopher Lambert, Bruce Payne și Lisa Barbuscia.

## Distribuție
- Adrian Paul - Duncan MacLeod
- Christopher Lambert - Connor MacLeod
- Bruce Payne - Jacob Kell
- Lisa Barbuscia - Kate Devaney MacLeod / Faith
- Donnie Yen - Jin Ke
- Jim Byrnes - Joe Dawson
- Peter Wingfield - Methos
- Damon Dash - Carlos Dash
- Beatie Edney - Heather MacDonald MacLeod
- Sheila Gish - Rachel Ellenstein
- Oris Erhuero - Winston Erhuero
- Ian Paul Cassidy - Cracker Bob
- Adam "Edge" Copeland - Lachlan
- June Watson - Caiolin MacLeod
- Donald Douglas - Father Rainey
- Doug Aarniokoski - Kirk